# Strmoglavljenje C-130 filipinskih zračnih sil
4. julija 2021 je strmoglavilo letalo Lockheed C-130H Hercules filipinskih zračnih sil (PAF) v provinci Sulu na jugu Filipinov. Z vsaj 45 smrtnimi žrtvami, od tega 42 na letalu in 3 na tleh se letalska nesreča šteje za eno izmed najsmrtonosnejših v filipinski zgodovini.

## Letalo
Letalo, vpleteno v incident, je Lockheed C-130H Hercules z repno številko 5125. Letalo, ki izvira iz Tucsona v Arizoni je bilo pridobljeno januarja 2021 z nepovratnimi sredstvi ameriške Agencije za obrambno-varnostno sodelovanje. Letalo je bilo dobro vzdrževano in je do naslednjega pregleda imelo še 11.000 ur letenja.

## Nesreča
4. julija 2021 je letalo filipinskih zračnih sil (PAF) vzletelo iz letalske baze Villamor v Pasayju in se odpravilo na otok Mindanao na letališče Lumbia v Cagayanu de Oru. Z letališča v Cagayan de Oru je letalo prepeljalo osebje v Jolo v provinco Sulu.
Ob 11.30 (UTC + 8) je letalo strmoglavilo med postopkom pristajanja na letališču Jolo. Letalo je preletelo pristajalno stezo in padlo v lahko poseljeno območje v kraju Barangay Bangkal blizu mesta Patikul.
V času nesreče je na letalu bilo 92 oseb, vključno s 3 piloti, 5 drugimi člani posadke in 84 osebami filipinske vojske. 50 oseb je prihajalo iz vrst novincev 4. pehotne divizije. V nesreči je umrlo najmanj 17 ljudi, 40 potnikov je bilo ranjenih. Na krovu je bilo tudi 5 vojaških vozil. Umrlo je najmanj 42 potnikov in še 3 ljudje na tleh, ranjenih je bilo 49 ljudi na krovu ter 4 na tleh. Nesreča je ena izmed najsmrtonosnejših v filipinski zgodovini.
Vojska je kot vzrok strmoglavljenja izključila ugibanja o napadu.

## Reševanje
Za pridobitev trupel pokojnih in oskrbo ranjenih je Joint Task Force Sulu (JTF Sulu) pričel z reševalno akcijo. Za pomoč prizadetih je bila na kraj poslana tudi filipinska zvezna policija. Pomoč je ponudila tudi provincialna vlada Suluja. Veleposlaništvo ZDA v Manili pa je na kraj incidenta poslalo medicinsko pomoč. 5. julija se je v Zamboanga Cityju žrtvami in svojcem žrtev poklonil tudi filipinski predsednik Rodrigo Duterte.